# Laura Oprea
Laura Oprea (Boteşti, 19 de fevereiro de 1994) é uma remadora romena, medalhista olímpica.

## Carreira
Oprea competiu nos Jogos Olímpicos de 2016 e na prova do oito com conquistou a medalha de bronze com a equipe da Romênia.